# シテ宮殿

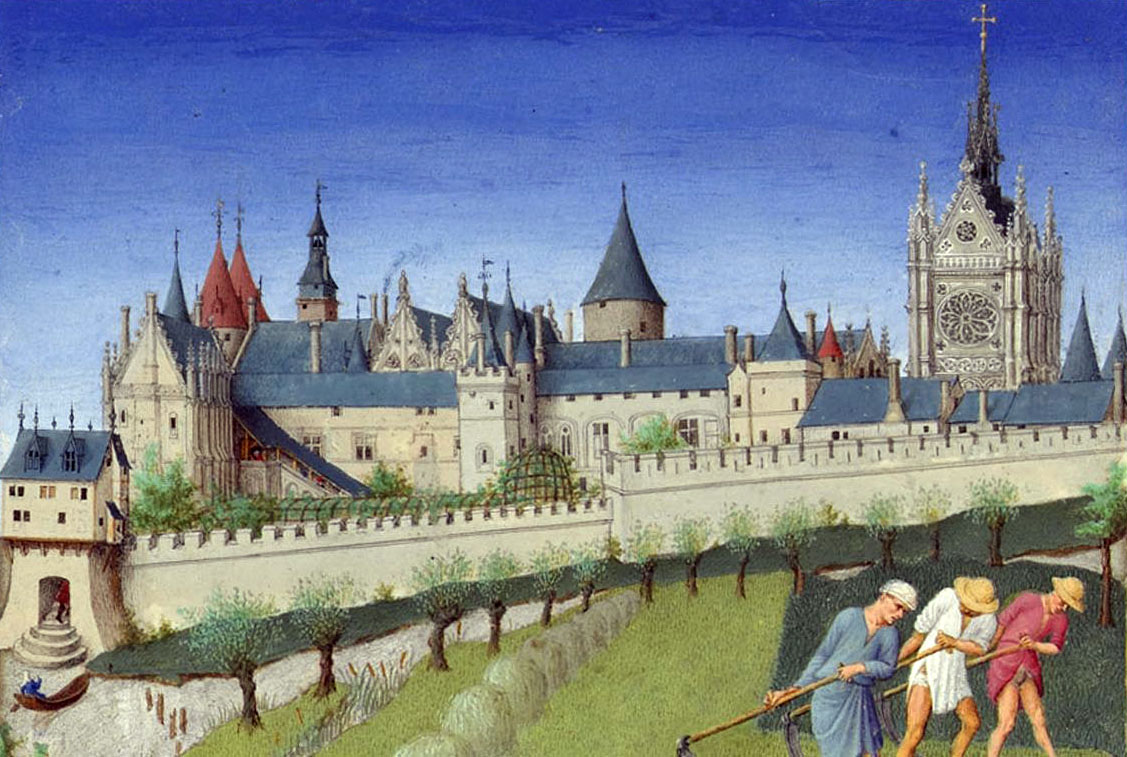
1412-1416年の間に書かれたシテ宮殿（ベリー公のいとも豪華なる時祷書より）

シテ宮殿（シテきゅうでん、フランス語：Palais de la Cité、シテ宮）は、フランスの首都パリの中心部を流れるセーヌ川の中州であるシテ島にあった宮殿である。
6世紀から14世紀にかけてフランス君主の居城であった。14世紀から18世紀のフランス革命まで、財務省、司法機関、高等法院、名士会の本部であった。革命期には、革命裁判所によって逮捕・裁判された王妃マリー・アントワネット達の監獄であり法廷であった。19世紀以降はパレ・ド・ジュスティス（パリの主要司法機関群）が大部分を所有している。長い歴史で幾度も再建やリフォームが行われたが、歴史の名残が各所に残っている。
1975年に、フランスの歴史的記念物として登録され、保護されている。

## 歴史

ガロ・ローマ時代の城郭再現図
セーヌ川
城郭
ローマ時代の宮殿

### 古代からフランク王国まで
考古学的発掘調査では、紀元前5000年から鉄器時代の始まりまでにシテ島で人間が暮らしていた痕跡が発見されたが、住んでいた民族や彼らの首都として使用していたという証拠は見つかてない。しかし、ローマ人が紀元前1世紀にパリシイ族を征服した後、島は急激に発展していった。
Lutetia と呼ばれるローマの町の大部分と公会広場は左岸にあり、大きな寺院は島の東端に置かれた。そこには今日、ノートルダム大聖堂が建てられている。島の西端は住宅地であり、ローマ政府か知事の宮殿が置かれた。宮殿は城壁に囲まれたガロ・ローマ時代の要塞である。西暦360年には、知事フラウィウス・クラウディウス・ユリアヌスが、この地に居た時にローマ皇帝となった。
6世紀に始まり、フランク王国の最初の王朝であるメロヴィング朝の王たちはパリに居るときの住居として宮殿を使用した。初代国王クローヴィス1世は508年から511年の死まで宮殿に住んでいた。カロリング朝となると帝国の東側（メス、アーヘン）に遷都し、それ以降パリを重視していない。
9世紀の終わりに、ヴァイキングによる連続した侵略が街を脅かした後、西フランク王国の初代国王シャルル2世によって壁は再建され強化された。987年7月3日にカロリング朝が断絶したことにより、パリ伯ユーグ・カペーがカペー朝を開き王位についた。ユーグ・カペーらカペー朝の王族は、宮殿をしばらくの間居城としたが、王たちはパリ以外のバンセンヌ、コンピエーニュ、オルレアンにも居城を持っていた。王国の主要機関などは、王の行くところには常に付き従った。

### 城砦から宮殿に（カペー朝）

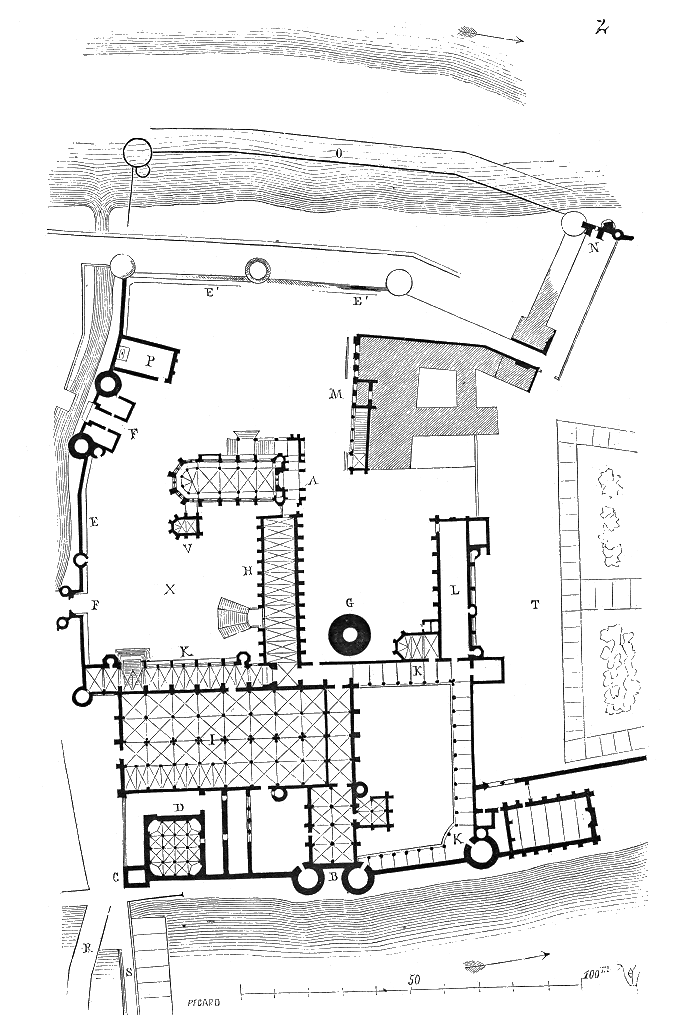
19世紀の建築家ウジェーヌ・エマニュエル・ヴィオレ・ル・デュクによる16世紀初頭のシテ宮殿の図面。サント・シャペルは画面中央上側のAのラベルがある場所である。

カペー朝になると、古いガロ - ローマ時代の城砦から宮殿へ改築が始まった。996年 - 1031年まで統治したカペー朝2代目国王ロベール2世はパリに長く駐在し、王妃コンスタンス・ダルルの要求で、より快適に住めるように城砦を建て替えた。古い城壁を強化し城門を追加した。城壁内に会議場、自身の住居、教会を建築した。
カペー朝5代目国王ルイ6世は、友人であり政治顧問・聖職者シュジェールの助けを借りて改築を進めた。聖ニコラウス教会を竣工し、中央の古い塔とドンジョンを撤去し、より強い塔とドンジョンを再建した。
ルイ6世の子ルイ7世は、さらに王宮を拡大し、礼拝堂を増築した。島の西端は壁に囲まれた庭園と果樹園となった。
次の代のフィリップ2世は、政治能力が高く、それは王宮機能の拡大にも活かされた、王宮の機関が近代化され、王宮内に王立文書館、財務省、裁判所が置かれた。その後、ほとんどの期間において王国の首都として機能した。さらに宮殿周辺の泥道にパリで初めて石畳舗装をし、空気と匂いの改善に貢献した。
フィリップ2世の孫であるルイ9世は、後世に聖王ルイ（セントルイス）と呼ばれる人物で、自らをフランス王のみならずキリスト教世界の指導者と知らしめるべく宮殿内に新しい教会を建築した。それは元々教会のあった場所であり、1242 - 1248年に様々な聖遺物を収容するサント・シャペルとして建てられた。サント・シャペルは2階構造となっており、下の階は家臣用、2階が王族用で Galerie Merciére と呼ばれる通路で王宮と直に接続されていた。キリストの聖遺物である「荊の冠」を触れるのは王のみであり、それは毎年聖金曜日に王によって取り出された。
そして、財政・司法などの機関を収容した。

### フィリップ4世から14世紀まで

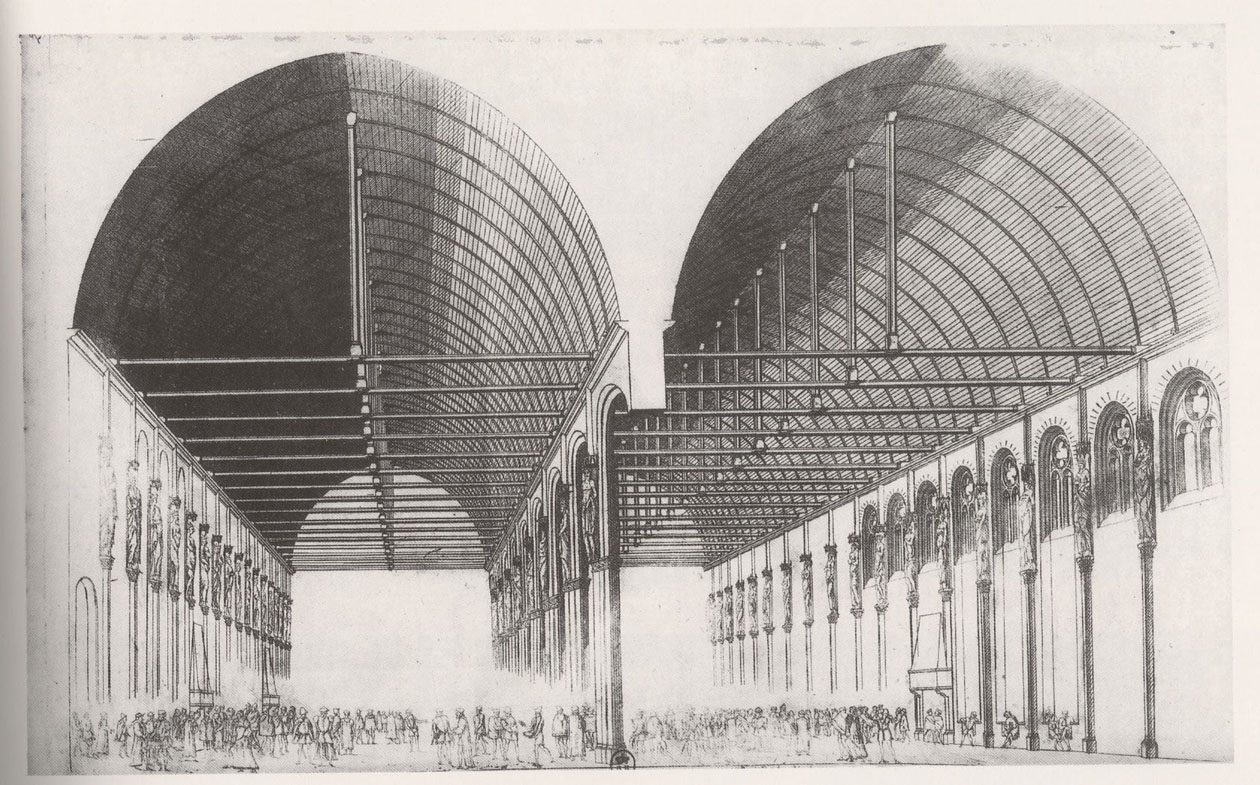
16世紀に書かれた集会場 Grand'Salle

フィリップ4世は、宮殿の再建、拡大、装飾を施した。集会場Salle de Roiがあった場所には、新たに豪華になった Grand'Salle と呼ばれる集会場が建てられ、宴会や会議などに利用された。島の西端には、城壁に囲まれた私有の庭、王が川の水を浴びることができる浴場、そして王がボートで左岸のネスレ塔や右岸にあるルーヴル要塞などに外出するためのドックが置かれた。また王宮の南壁を再建、東壁を拡張して共に要塞から宮殿の様式に変更した。また王宮を南に拡張し、庭を拡張、宝物庫やChambre des comptesのための建物を新設した。
ジャン2世は食堂を置き、シャルル5世はTour de l'Horlogeを建設した。

### 14世紀以降、王宮から監獄・裁判所の宮殿へ

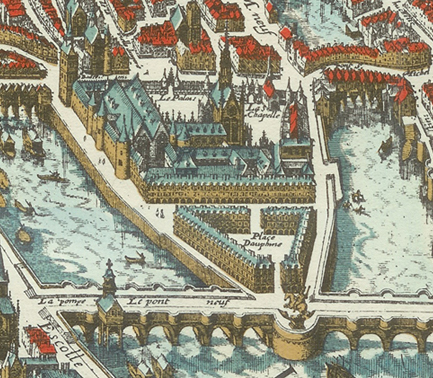
1615年の図

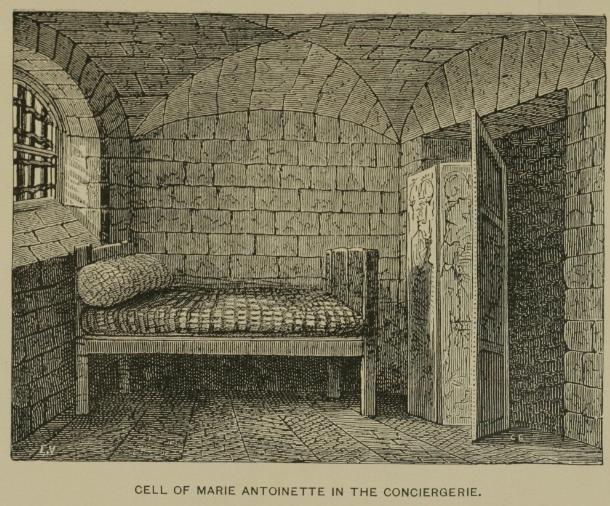
マリー・アントワネットの2番目の独房

イギリスとフランスの間に起こった百年戦争は、宮殿の歴史と役割を変えた。ジャン2世が捕虜とされた後、商人頭エティエンヌ・マルセルがパリ市長に就任し台頭。1358年にマルセルの私兵がシテ宮殿に乱入し、王太子時代のシャルル5世の目の前で相談役らを殺害した事件が発生する。この反乱は鎮圧され、マルセルは暗殺された。その後、シャルル5世は安全な場所を求め、バスティーユ要塞に近いオテル・サンポール(ルイ9世によって建てられた跡にシャルル5世によって1360年に建設された王宮であった。後に破壊)を建設し王宮とし、その後ルーヴル要塞やテュイルリー宮殿、ヴァンセンヌ城を王宮とした。
ただし、シテ宮殿を完全に放棄したわけではなく、式典や外国の重鎮とのレセプションなどを行うために頻繁に利用し、16世紀まで一部の王は宮殿内に長期滞在したが、財務・裁判所・監獄として利用されていく事となる。宮殿の管理は、国王によって指名された高等裁判所の役人であるコンシェルジュの責任となり、徐々に役人の名前からコンシェルジュリーと呼ばれるようになる。
14世紀には、重要な囚人を閉じ込めるための監獄、さらに自白を促すための拷問部屋も置かれた。15世紀には主要な監獄の一つとなっていた。判決が下されると、現在はパリ市庁舎があるグレーヴ広場に連れていかれ処刑が行われた。
その後、時代と共に細かい改築などが行われた。
1618年には大火でGrand'Salleが破壊され、1622年に再建された。1630年、サント・シャペルの尖塔が破壊され、1671年に再建された。1671年、ルイ14世は資金を得るために周囲の土地を売り、民家や店が周りを囲むようになった。17世紀と18世紀後半には、1689-1690年冬の川の増水で浸水被害にあい、1737年・1776年には火災に見舞われ、多くの建物が取り壊しになった。